# Вольферс, Филипп

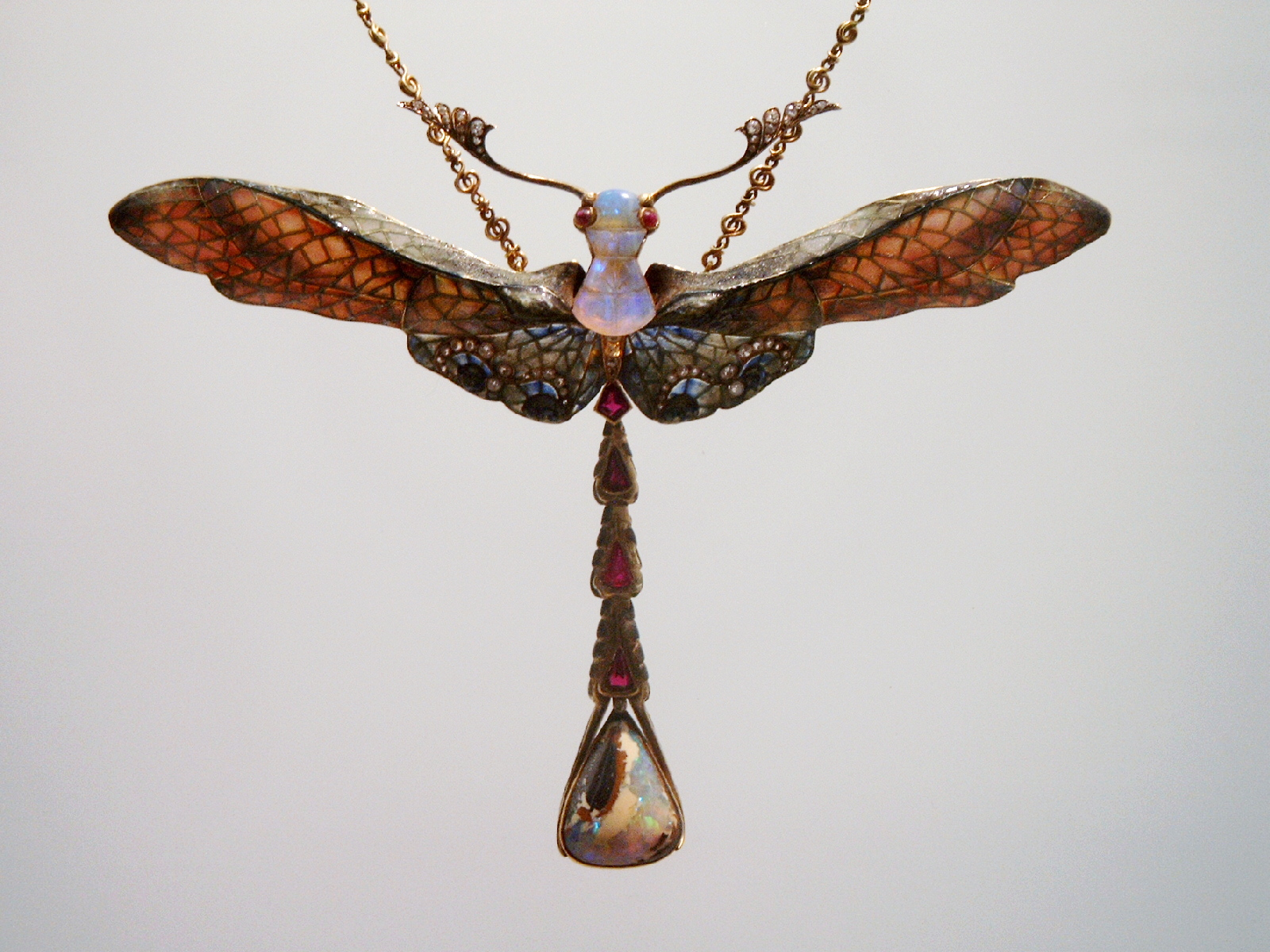
Подвеска в виде стрекозы, дизайн Филиппа Вольферса.

Филипп Вольферс (фр. Philippe Wolfers; 16 апреля 1858[…], Брюссель — 13 декабря 1929, Брюссель) — бельгийский мастер серебряных и ювелирных изделий в стиле ар-нуво.

## Биография
Филипп родился 16 апреля 1858 года в Брюсселе, Бельгия. Его отцом был знаменитый мастер серебряных дел, известный во всей Европе, Луи Вольферс основавший в 1834 году компанию Wolfers Frères, которая поставляла свою продукцию всем крупнейшим ювелирным домам в Европе, включая Cartier в Париже, Goldschmidt в Кельне и Bonebakker в Амстердаме. С юных лет Филипп проявлял интерес к ювелирному делу и начал работу в мастерской своего отца в возрасте 16 лет. Затем учился на скульптора в брюссельской Академии художеств, которую закончил в 1875 году. Вернувшись из Академии, присоединился к отцу и поначалу создавал изделия в стиле рококо. К 1890 году он увлекся эстетикой ар-нуво. После смерти отца в 1892 году вместе с двумя братьям возглавил семейную компанию.
C 1897 до 1905 год он создал 131 уникальное украшение в элегантном стиле ар-нуво, вдохновляясь природой и японским искусством. В дизайне украшений он использовал растительные и цветочные узоры с плавными извилистыми линиями.
Помимо ювелирных изделий, Вольферс разрабатывал эскизы серебряной посуды, стеклянных и хрустальных ваз, настольных ламп. Изделия из стекла изготавливались в его мастерской прежде всего для ведущей в Европе стекольной фабрики Валь Сен-Ламбер. Одна из его ваз выставлена в музее Метрополитен в Нью-Йорке.
На заработанные деньги, Филипп в январе 1899 года построил себе виллу в Ла-Юльпе и привлек к работам Поля Ханкара и Виктора Орта, которому он поручил строительство канторы.
В 1908 году бросил ювелирный бизнес и стал скульптором.

## Награды
- 1923 — кавалер ордена Короны.